# Berabevú
Berabevú is een plaats in het Argentijnse bestuurlijke gebied Caseros in de provincie Santa Fe. De plaats telt 2.393 inwoners.